# Patreliura furculata
Patreliura furculata är en fjärilsart som beskrevs av Felix Bryk 1953. Patreliura furculata ingår i släktet Patreliura och familjen björnspinnare. Inga underarter finns listade i Catalogue of Life.